# 伊勢竹河
伊勢竹河（いせ たけかわ）は、9世紀か10世紀の平安時代初期に、奈良に住んでいた人物である。多数の人形（ひとがた）に墨書された名で知られる。

## 解説
1999年、現在の奈良県奈良市法華寺町、かつての平城京左京一条三坊十三坪の東端で、井戸の中に一括廃棄されたと考えられる多数の人形が出土した。細長い木の板に、両側から少し切り込んで首と腰を表現し、下から深く切り込んで足を表現した。顔の部分に、髪（またはかぶりものの一部）、眉、目、鼻、髭、口を描き、胴体部分に「伊勢竹河」と書いてあった。
7、8枚を一つの束にしており、その束を一枚一枚分離できたものとできないものがあって、正確な枚数は不明である。はがせないものをまとめて1点と数えて、25点あった、全部で約50枚であろう。
長さは 長いもので16.0センチメートル、短いもので8.9センチメートル。幅は2.6センチメートルから1.3センチメートル。厚さは一枚が1ミリメートルから3ミリメートルほど。
同所で見付かった壺の中には、伊勢宗子、秦奈良子、伴廣富なる人名を書いた人形が入れられていた。
井戸は9世紀に作られ、10世紀にかけて埋まっていったと推定される。
この種の人形は、病気の治癒か祓で使ったと考えられている。